# Коту-Лунг
Коту-Лунг (рум. Cotu Lung) — село у повіті Бреїла в Румунії. Входить до складу комуни Сіліштя.
Село розташоване на відстані 172 км на північний схід від Бухареста, 16 км на північний захід від Бреїли, 149 км на північний захід від Констанци, 16 км на захід від Галаца.

## Населення
За даними перепису населення 2002 року у селі проживали 274 особи, усі — румуни. Усі жителі села рідною мовою назвали румунську.